# جزیره گاردن (نیو ساوت ولز)
جزیره گاردن (نیو ساوت ولز) (به انگلیسی: Garden Island, New South Wales) یک جزیره در استرالیا است که در نیو ساوت ولز واقع شده‌است.

## نگارخانه

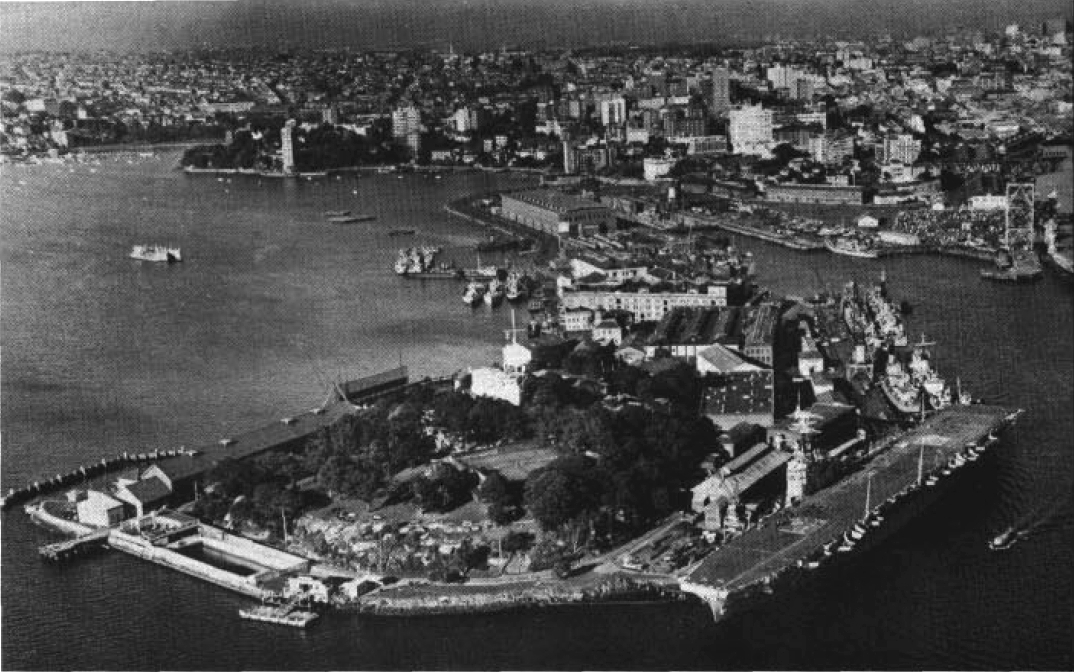
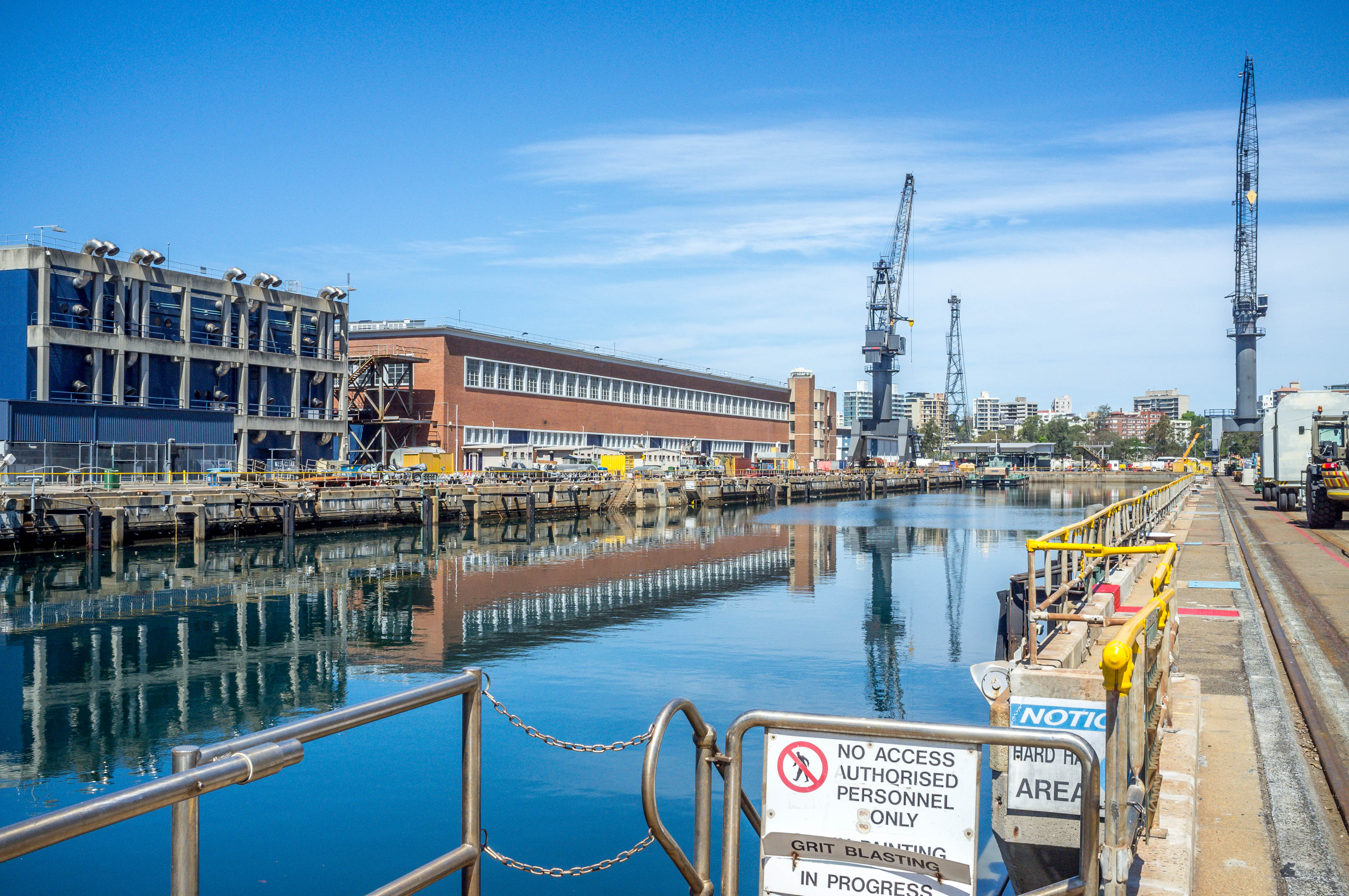
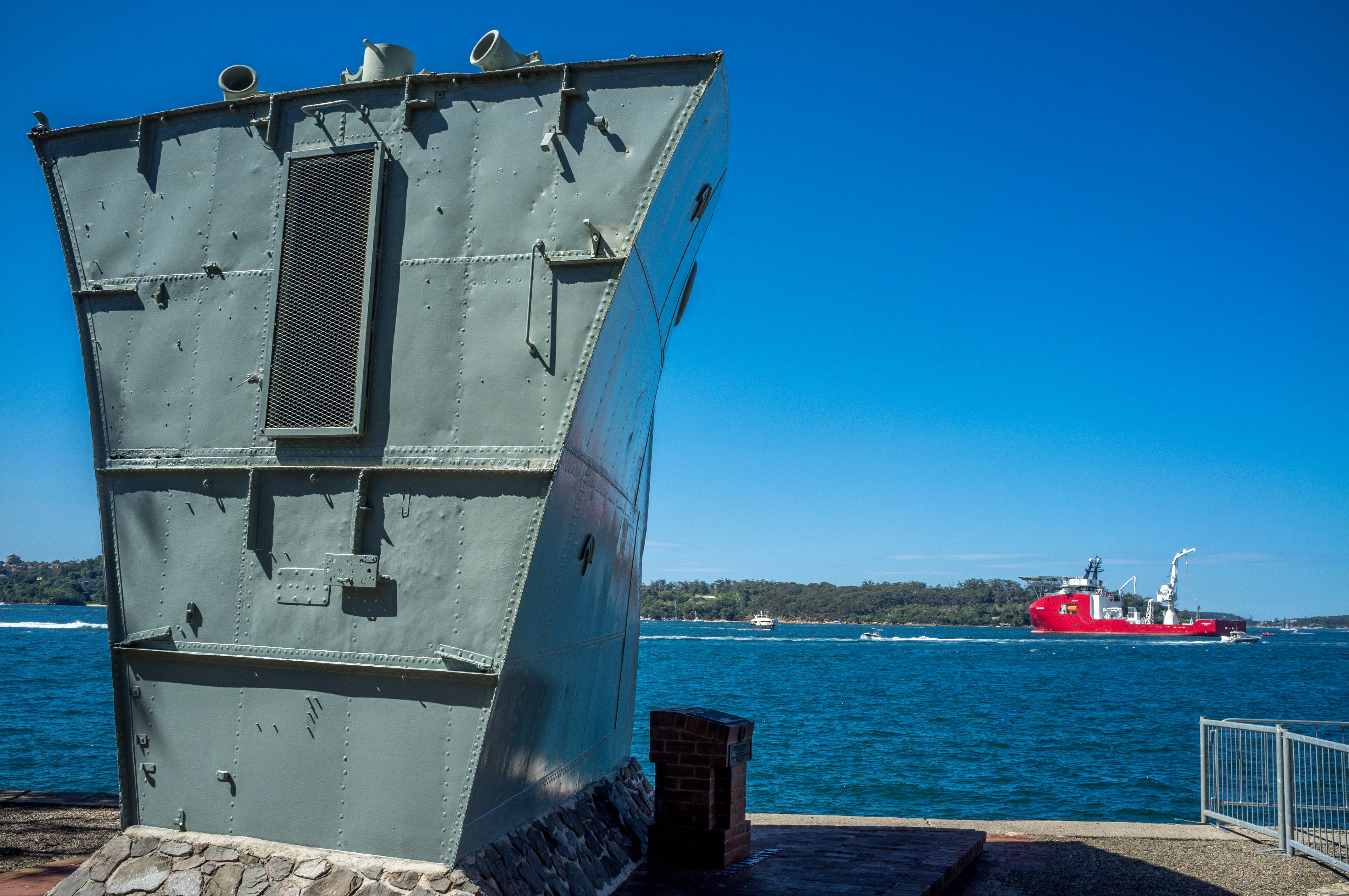
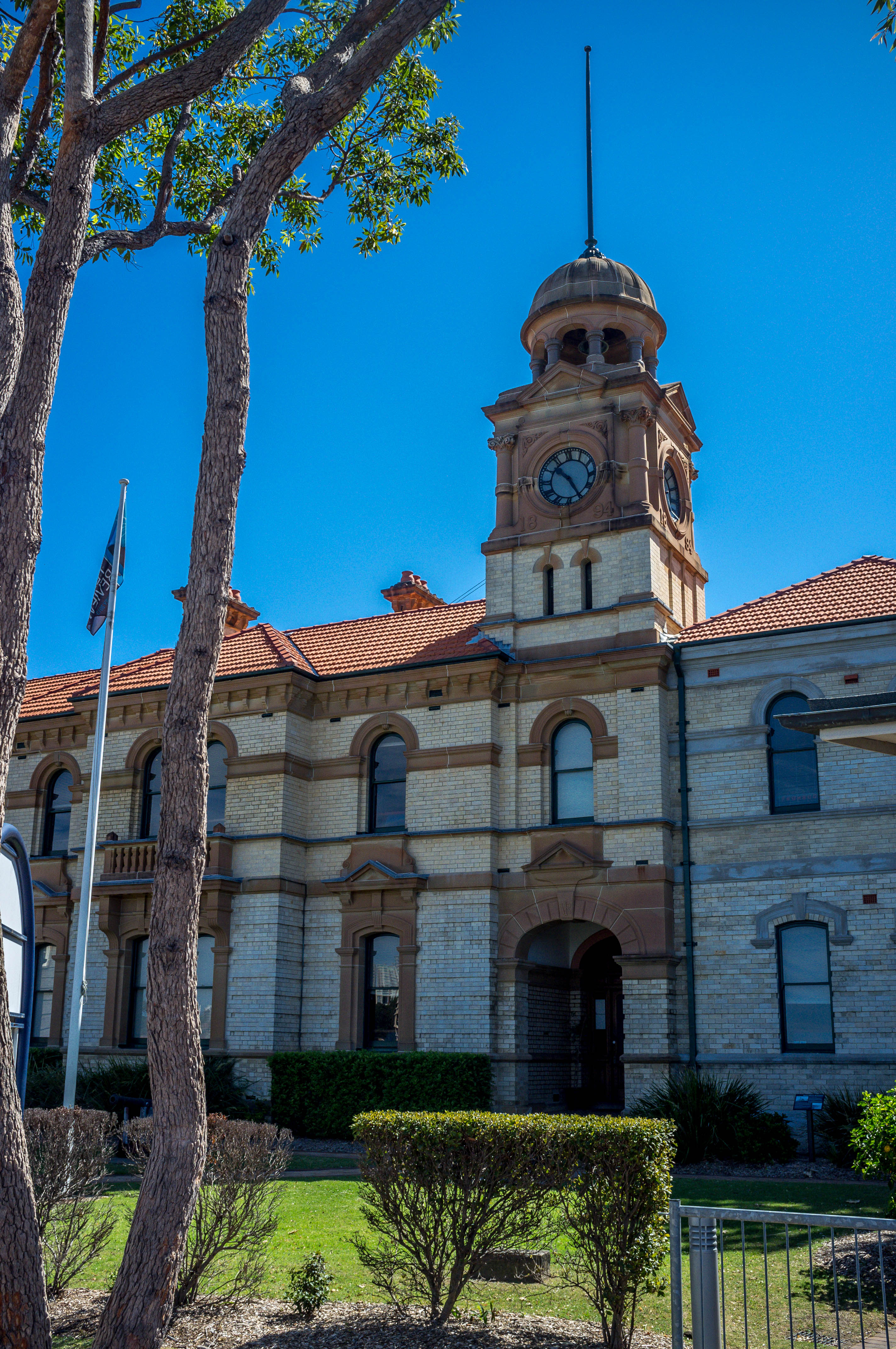
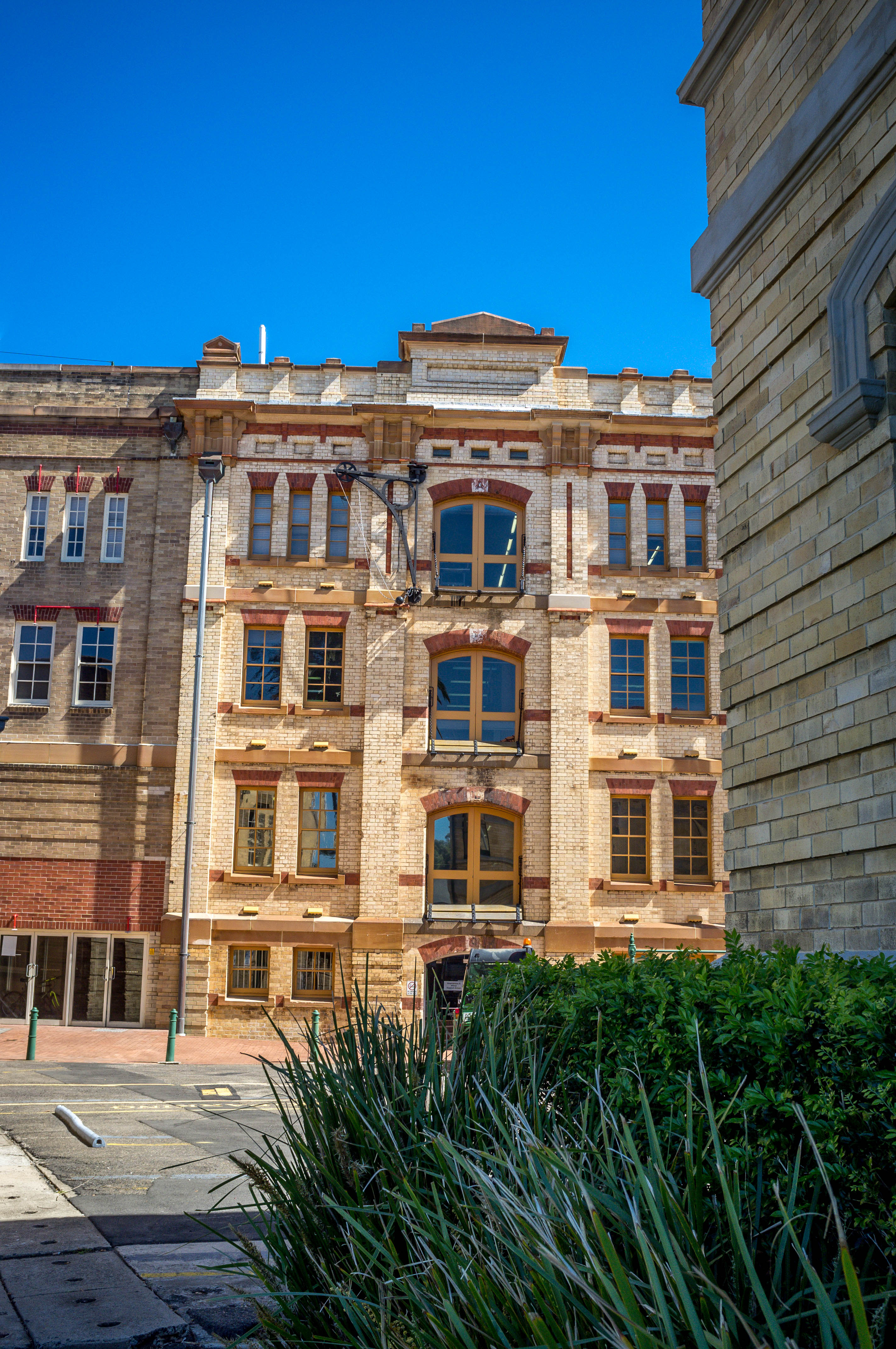
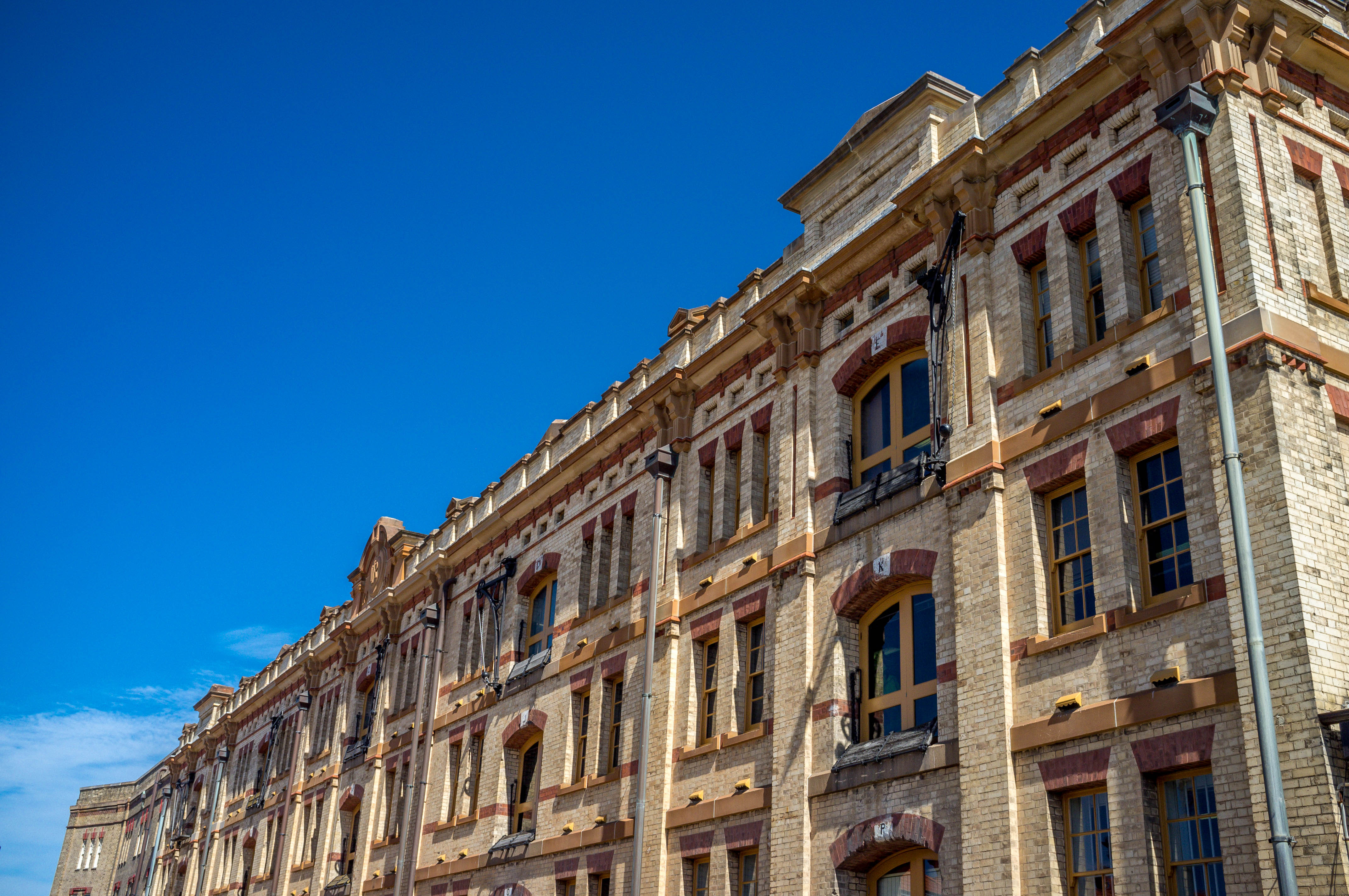
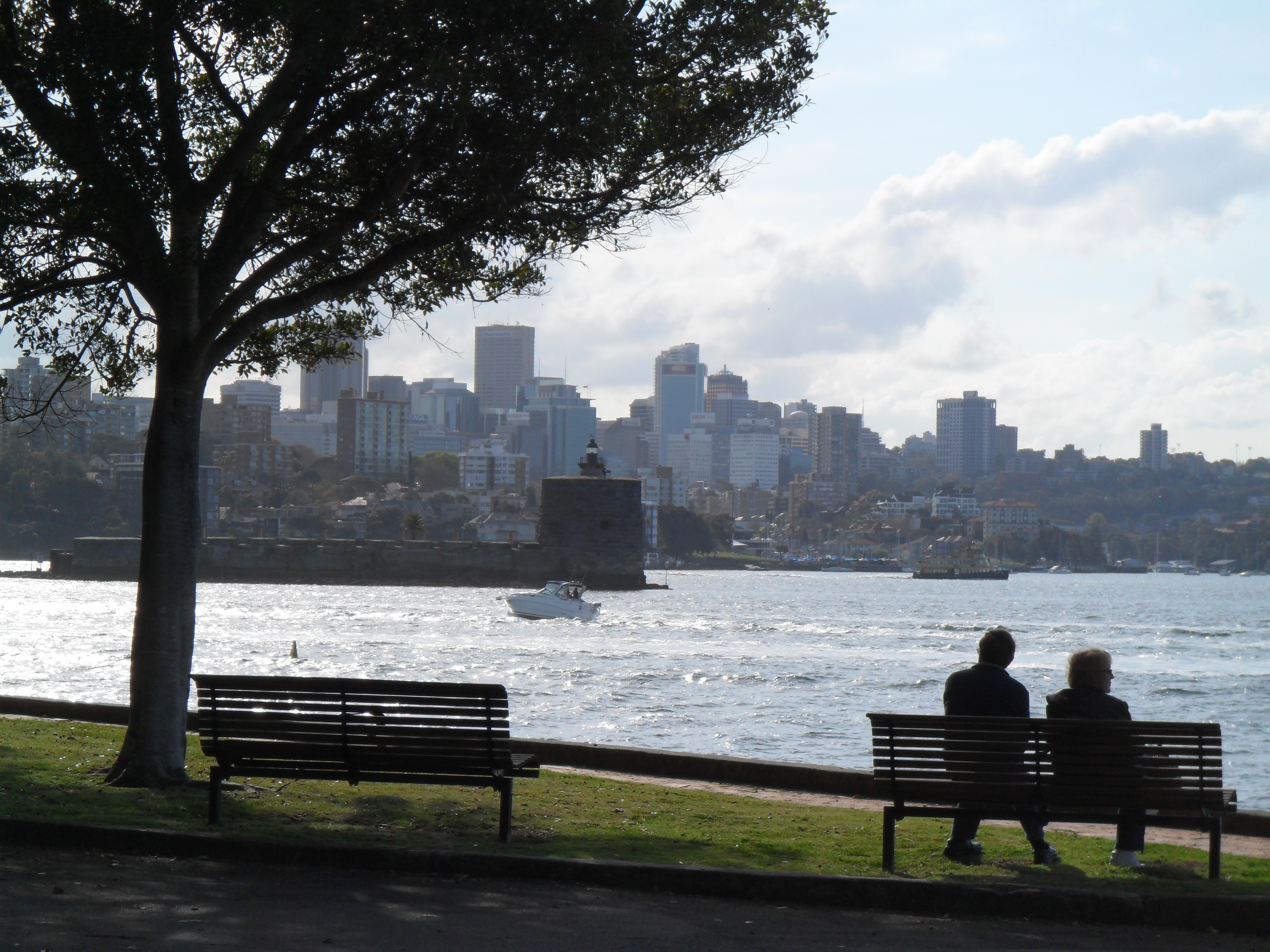
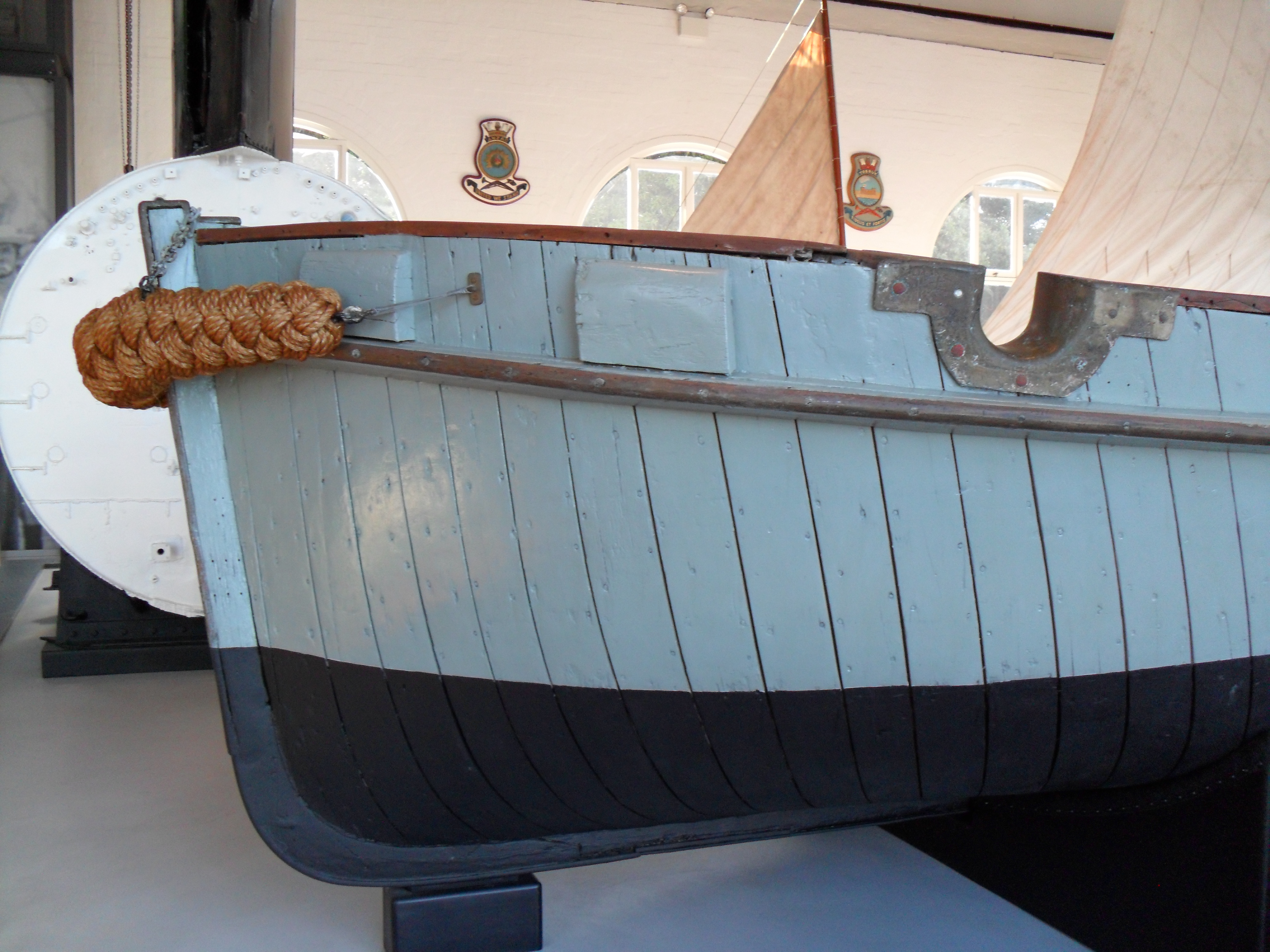
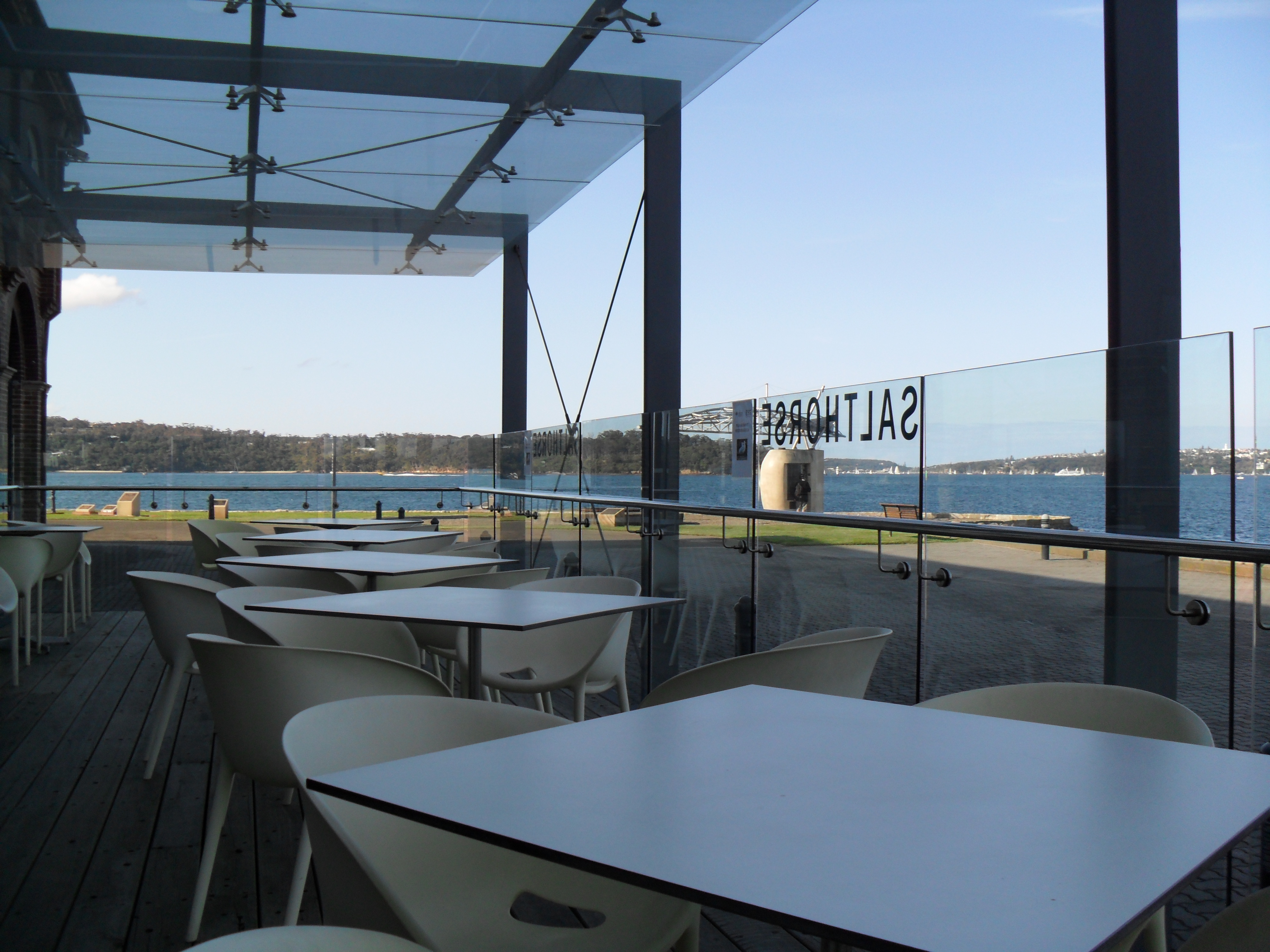